# 粗糙凤尾蕨
粗糙凤尾蕨（学名：Pteris cretica var. laeta）为凤尾蕨科凤尾蕨属下的一个变种。

## 扩展阅读
- 維基物種上的相關：粗糙凤尾蕨